# 마쓰다이라 고레마사
마쓰다이라 고레마사(일본어: 松平伊昌, 1560년 ~ 1601년 9월 23일)는 아즈치모모야마 시대에서 에도 시대 초기의 무장이다. 통칭은 야사부로(弥三郎), 게키노카미(外記頭)가 있다. 고이 마쓰다이라 가 제5대 당주 마쓰다이라 가게타다의 아들이며, 도쿠가와 이에야스의 양녀이자 사카이 다다쓰구의 딸을 처로 맞았다. 자식으로는 마쓰다이라 다다자네, 마쓰다이라 무네하루(松平宗治), 마쓰다이라 마사나가(松平昌長), 다카키 사다모리(高木貞盛)의 처, 니시오 다다테루의 후처가 있다.
1575년(덴쇼 3년 5월), 다케다 가쓰요리 군에게 나가시노 성을 포위당하지만 아버지와 성주 오쿠다이라 노부마사와 함께 사수한다. 1590년 9월 7일(덴쇼 18년 8월 9일), 군공에 의해 도쿠가와 이에야스로부터 시모우사 국 죠시(銚子) 이이누마(飯沼) 2000석을 하사받았다. 1601년(게이쵸 6년)에 죽어, 오사카 덴만(大坂天満) 쇼센지(正泉寺)에서 장사지냈다. 법명은 정천원전창실원구대거사(正泉院殿昌室源久大居士)이다. 가독은 다다자네가 이었다.